# Leslie Wilson
Pour les articles homonymes, voir Wilson.
Leslie Orme Wilson (1er août 1876 - 29 septembre 1955) est un officier des Royal Marines, un homme politique conservateur et un gouverneur colonial. Il est gouverneur de Bombay de 1923 à 1926 et gouverneur du Queensland de 1932 à 1946.

## Vie privée
Wilson est le fils de Henry Wilson, un agent de change, et de sa femme Ada Alexandrina Orme, et fait ses études à la St Michael's School, Westgate, et St Paul's School, Londres.
Wilson épouse Winifred May, fille de Charles Smith, de Sydney, Australie, en 1909. Ils vivent au manoir de Waltham St Lawrence dans le Berkshire. Ils ont trois enfants, deux fils et une fille:
- Peter Leslie Orme, né le 4 juin 1910 à Londres[2],[3], fermier et éleveur[4],[5], décédé le 6 juillet 1980 dans le Queensland et enterré au cimetière de Caloundra[6]
- David Orme, tué le 30 novembre 1941 en Afrique du Nord pendant la Seconde Guerre mondiale[7]
- Marjorie Orme

À sa retraite en tant que gouverneur du Queensland, Wilson et son épouse Winifred retournent vivre dans le Surrey, en Angleterre. Cependant, ils visitent le Queensland à plusieurs reprises, notamment pour le mariage de leur fils Peter,.
Wilson est mort après avoir été heurté par un camion alors qu'il marchait en septembre 1955, à l'âge de 79 ans.

## Service militaire
Wilson sert dans la Royal Marine Light Infantry pendant la seconde guerre des Boers, où il est blessé, cité dans les dépêches et décoré de la Queen's South Africa Medal et de l'Ordre du Service distingué. En 1901, il termine la guerre comme capitaine.
De 1903 à 1909, Wilson est aide de camp du Gouverneur de Nouvelle-Galles du Sud, Harry Rawson.
Pendant la Première Guerre mondiale, Wilson commande le bataillon Hawke de la Royal Naval Division avec le grade de lieutenant-colonel temporaire dans les Royal Marines et combat à Gallipoli, où il est à nouveau mentionné dans des dépêches, et en France, où il est grièvement blessé. Le 2 décembre 1915, Wilson transporte des dépêches sur le navire grec Spetzia lorsque des officiers d'un sous-marin allemand sont montés à bord du navire et l'ont capturé ainsi qu'un autre officier, le colonel Napier.

## Vie politique
En janvier 1910, aux élections générales, Wilson se présente sans succès en tant que candidat conservateur pour Poplar. En décembre 1910, il est candidat unioniste pour Reading, mais est battu par le candidat libéral sortant, Sir Rufus Isaacs, le procureur général,.
En 1913, Wilson est élu au Parlement pour Reading, un siège qu'il occupe jusqu'en 1922. En 1919, Wilson est nommé secrétaire parlementaire du ministère de la Marine marchande dans le gouvernement de coalition dirigé par David Lloyd George, poste qu'il occupe jusqu'à ce que le ministère de la Marine soit aboli en 1921, puis est Secrétaire parlementaire du Trésor de 1921 à 1922. Il est également whip en chef des conservateurs.
Aux élections générales, Wilson abandonne sa circonscription de Reading pour se présenter à Westminster St. George, mais est battu par un conservateur indépendant. Cependant, en quelques semaines, il est réélu lors d'une élection partielle à Portsmouth-Sud. Il est de nouveau secrétaire parlementaire au Trésor de 1922 à 1923 sous Andrew Bonar Law et plus tard Stanley Baldwin, et est admis au Conseil privé en 1922.

## Gouverneur colonial

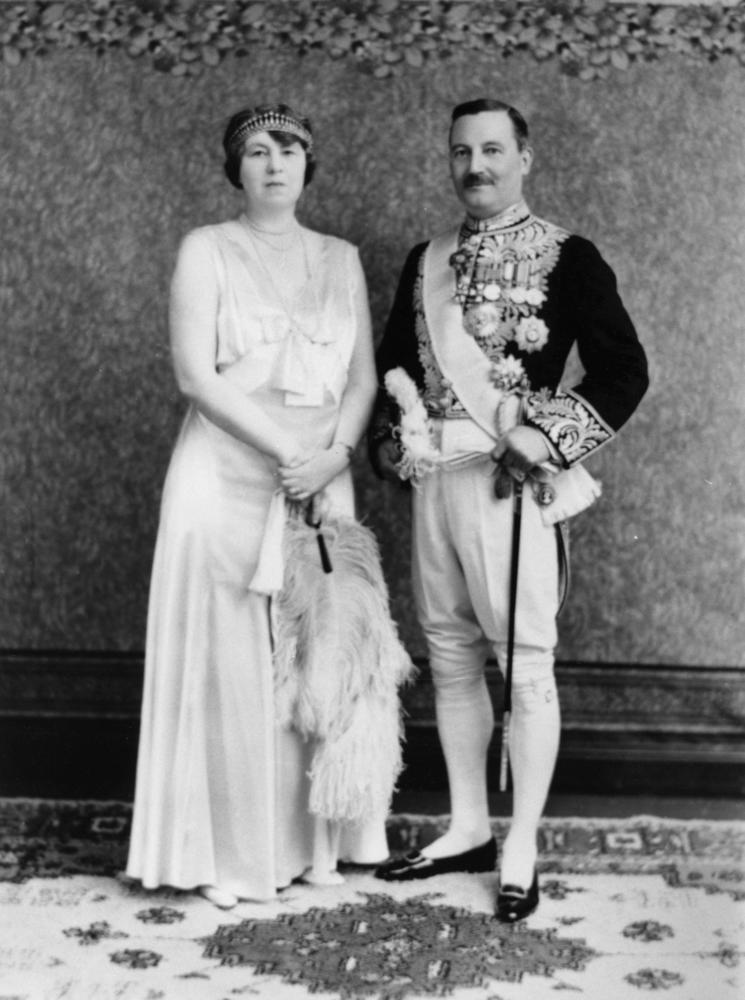
Sir Leslie et Lady Wilson, Queensland vers 1933 ; il porte l'uniforme complet d'un membre du Conseil privé

### Gouverneur de Bombay
En juillet 1923, Wilson démissionne de ce poste et de son siège à la Chambre des communes après sa nomination au poste de gouverneur de Bombay. Wilson reste à Bombay jusqu'en 1928. Dans les honneurs du Nouvel An 1929, il est nommé Chevalier Grand Commandeur de l'Ordre le plus exalté de l'étoile de l'Inde.

### Gouverneur du Queensland
En 1932, Wilson est nommé gouverneur du Queensland, poste qu'il occupe jusqu'en 1946, l'un des plus longs mandats de gouverneur de l'histoire britannique.
Le 13 mai 1937, Wilson plante un petit arbre bunya sur North Quay, Brisbane pour marquer le changement de nom de River Road en Coronation Drive pour commémorer le couronnement du roi George VI.
De 1932 à 1942, Wilson est le chef scout de la branche du Queensland de la Boy Scouts Association, démissionnant en 1942 quand il n'est pas d'accord avec la décision de faire du commissaire en chef des scouts un poste rémunéré.
Leslie Wilson prend sa retraite à la fin de son service en tant que gouverneur du Queensland.

## Franc-maçonnerie
Wilson est un franc-maçon. Il est initié dans le Lodge Ionic no 65, à Sydney, tout en servant comme aide de camp d'Harry Rawson. À son retour en Angleterre, en 1909, il devient membre de la Navy Lodge no 2612. Il est directeur principal de la loge en 1913 et maître vénérable en 1917. Il est le Maître Primus de l'Ancienne Loge Pauline no 3969 consacrée le vendredi 18 juillet 1919,. En 1922, il est nommé Grand Gardien Junior de la Grande Loge Unie d'Angleterre et Grand Maître du District de Bombay l'année suivante. À ce jour, une loge à Pune, Leslie Wilson Lodge no 4880 EC, qui porte son nom . Lorsqu'il est nommé gouverneur du Queensland, il est Grand Maître de la Grande Loge du Queensland pendant 12 ans.
Après son arrivée à Brisbane à bord du RMS Otranto le lundi 13 juin 1932, Leslie Orme Wilson se rend au Parlement du Queensland, où il prête serment en tant que 15e gouverneur du Queensland et représentant de Sa Majesté le roi George V. À la réunion ordinaire de Lamington Lodge, no 110 UGLQ, tenue le jeudi 6 juillet 1933, une motion faisant de Wilson  un frère rejoignant le Lamington Lodge est adoptée. Le Maître lit une lettre de la Grande Loge Unie du Queensland, datée du mercredi 14 juin, concernant une dispense spéciale de voter à la même réunion. Après le scrutin, le Maître a déclaré que Wilson a été dûment élu membre de Lamington Lodge. L'année suivante, le mercredi 25 juillet 1934, il est investi et installé en tant que Grand Maître de l'United Grand Lodge of Queensland. Il est proclamé Grand Maître pour la dernière fois, le mercredi 24 juillet 1945, marquant son entrée à sa douzième année en tant que Grand Maître.

## Distinctions
Wilson est nommé Compagnon de l'Ordre de Saint-Michel et Saint-George en 1916, Chevalier Grand Commandeur de l'Ordre de l'Empire indien en 1923, Chevalier Grand Commandeur de l'Ordre de l'Étoile de l'Inde en 1929 et Chevalier Grand-Croix de l'Ordre de St Michael et St George en 1937.